# Hyperaeschra
Hyperaeschra is een geslacht van vlinders van de familie tandvlinders (Notodontidae).

## Soorten
- H. bilobata Oberthür
- H. costiguttatus Matsumura, 1925
- H. chi Bang-Haas, 1927
- H. georgica Herrich-Schäffer, 1856
- H. innotata Hampson
- H. lamida Schaus, 1937
- H. nigrocosta Matsumura, 1924
- H. ochropis Hampson, 1910
- H. pallida Butler, 1880
- H. stragula Grote, 1864
- H. tertuosa Tepper, 1881
- H. tropicalis Schaus, 1923